# Dirk Albert Hooijer
Dirk Albert Hooijer (* 30. Mai 1919 in Medan, Sumatra; † 26. November 1993 in Leiden, Niederlande), häufig auch nur durch sein Autorenkürzel D. A. Hooijer bekannt, war ein niederländischer Paläontologe.

## Leben und Wirken
Hooijer verbrachte seine Jugendzeit in Bogor auf Java. 1932 zog die Familie nach Den Haag, wo er 1937 seinen Gymnasialabschluss an der Dalton Den Haag machte. Anschließend studierte er Geologie an der Universität Leiden. 1941 wurde er am Rijksmuseum van Natuurlijke Historie in Leiden angestellt, wo das Hauptaugenmerk seiner Forschungsarbeit vor allem fossilen Flusspferden und Nashörnern galt. 1946 wurde er Kurator für die Sammlung von Eugène Dubois (1858–1940). Im selben Jahr promovierte er mit der Dissertation Prehistoric and fossil Rhinoceroses from the Malay Archipelago and India unter Professor Hilbrand Boschma (1893–1976) zum Doktor. Von 1950 bis 1951 war er mit einem Rockefeller-Stipendium Mitarbeiter am American Museum of Natural History. Von 1970 bis zu seinem Ruhestand im Jahre 1979 war er Professor an der University of California in Irvine.
Hooijer verfasste 267 wissenschaftliche Artikel über Wirbeltierfossilien aus Indonesien, Afrika, dem Nahen Osten (insbesondere Israel), den Niederlanden, den Antillen und Südamerika. Viele dieser Arbeiten beschäftigen sich mit fossilen Nashörnern, Katzen, Schweinen, Nagetieren, Primaten und Rüsseltieren. Er beschrieb sechs neue Gattungen, darunter Celebochoerus, Chilotheridium, Epileptobos, Paradiceros, Paulocnus und Spelaeomys und 47 neue Arten und Unterarten, darunter die ausgestorbene Hirscheberart Babyrousa bolabatuensis.
Hooijer war verheiratet und hatte zwei Töchter und einen Sohn.

## Dedikationsnamen
1959 ehrte Leo Daniël Brongersma Hooijer im Artepitheton der fossilen Waranart Varanus hooijeri von der Insel Flores. 1995 wurde die fossile Orang-Utan-Art Pongo hooijeri und 2006 die fossile Pferdeart Eurygnathohippus hooijeri aus dem  Pliozän nach ihm benannt.